# Jo Brauner
Joachim "Jo" Brauner, född 29 november 1937 i Nimptsch, Niederschlesien, är en tysk tidigare nyhetsuppläsare för nyhetsprogrammet Tagesschau i den tyska TV-kanalen Das Erste. Han var verksam som nyhetsuppläsare mellan 1974 och 2004.